# Kalmar läns och Ölands lagsaga
Kalmar läns och Ölands lagsaga var en lagsaga mellan 1631–1849, som bestod av en sammanläggning av Ölands lagsaga och Smålands lagsaga.

## Historik
Kalmar läns och Ölands lagsaga var en lagsaga inrättad 1631 som en sammanläggning av Ölands lagsaga och Smålands lagsaga. Den omfattade områden som tidigare tillhört Östgöta lagsaga och Ölands lagsaga som haft en lösare koppling till denna. 
Området kom då att omfatta hela Kalmar län och delar i norra Jönköpings län. I perioder under 1600-talet var Öland utbrutet, 1665–1669, 1674–1681, 1681–1682, 1690–1699. I lagsagan ingick sedan 1646–1664 samt 1669–1673 Gotlands lagsaga. 
1718–1719 var lagsagan ersatt av Kalmar läns lagsaga, Västerviks läns lagsaga, Eksjö läns lagsaga och Jönköpings läns lagsaga (vilken även inkluderade områden från Tiohärads lagsaga). 
Lagsagan avskaffades med övriga lagsagor 31 december 1849.

## Lagmän
- 1631–1639: Nils Bielke
- 1640–1642: Axel Gustafsson Banér
- 1643–1647: Peder Sparre
- 1648–1664: Ture Sparre
- 1665–1673: Erik Sparre
- 1674–1682: Gustaf Kurck
- 1682–1686: Sven Ribbing
- 1686–1697: Lennart Ribbing
- 1697–1717: Arent Silversparre
- 1717–1735: Erland Broman
- 1735–1743: Johan Stenholm
- 1743–1745: Nils Lilliecreutz
- 1745–1747: Carl Gustaf Silversparre
- 1747–1750: Carl Carleson
- 1750–1760: Jacob Johan Gyllenborg
- 1761–1780: Germund Carl Cederhielm
- 1781–1787: Göran Henrik Falkenberg
- 1787–1804: Johan Odencrantz
- 1803–1812: Johan Adam Wesslo
- 1812–1819: Johan Mannerstam
- 1820–1849: Carl Gustaf Danckwardt